# 1.ª División Leibstandarte SS Adolf Hitler
La Leibstandarte SS Adolf Hitler fue una formación de élite de las Waffen-SS formada inicialmente como una guardia personal armada para Adolf Hitler. Posteriormente se destacó como una unidad blindada especial de las Waffen-SS que actuó en muchos escenarios bélicos durante la Segunda Guerra Mundial.

## Historia previa
En 1919, Hitler, en su deseo de proteger su persona, se rodeó en un comienzo de personajes de su más alta confianza, denominada irónicamente la Chauffeurezka, que no eran sino una camarilla de confianza compuesta por el chófer Julius Schreck, Julius Schaub, Wilhelm Brückner y Ulrich Graf.
Las SA fueron la primera respuesta organizativa en 1921 de un grupo paramilitar que defendiera a Hitler en sus mítines. Esta fuerza se formó con elementos de los Freikorps y algunos de la Reichswehr. Estas fuerzas fueron lideradas por Ernst Röhm, y se disfrazaban como auxiliares policíacos o secciones deportivas del ejército, pues no tenían figura legal.
Previamente al Putsch de Múnich, en 1923, la Chauffeurezka recibió la instrucción de buscar a individuos que por su fervor nacionalsocialista y lealtad probada pudieran componer un cuerpo paralelo a las SA. Estas personas deberían formar las Escuadras de Protección o Schutzstaffel (u organización SS). Entre estas personas estaba Josef Dietrich, quien encabezó junto a esta organización el Putsch, el cual fracasó y llevó a Hitler a la cárcel.
Después del Putsch, las SS asumieron un papel secundario mientras Hitler cumplía sentencia: Dietrich se vio obligado a permanecer en la clandestinidad. Posteriormente, con la liberación de Hitler en 1925, las SS actuaban solo cuando este estaba en calidad de auditor en mítines, dejando la acción a las SA. Inicialmente las dirigió un periodista de apellido Berthold, en representación de Dietrich.
En ese mismo año, se nombró a Erhard Eihen como cabecilla de las SS. Esto tuvo un mal resultado, pues una serie de disputas internas en las que se vio envuelto Gregor Strasser acabaron por alejar a Ernst Röhm de las SA. Hitler despidió de sus funciones a Eihen en 1929 y en su lugar tomó el mando un granjero avícola llamado Heinrich Himmler, dotándole con el título de Reichsführer. Himmler acercó a la aristocracia prusiana a las SS y tuvo un notable éxito al aumentar desde los 286 miembros originales a 300 000 en dos años, puesto que atrajo a estratos sociales medios y altos, lo que le dio un estatus elitista a las SS.

## Creación de la Leibstandarte SS Adolf Hitler
El 17 de marzo de 1933, Hitler creó la Stabswache, una guardia personal y armada, dispuesta en unidades. Una de ellas era la Sonderkommando Berlín o comando especial para Berlín, dirigida por Joseph Dietrich con una dotación inicial de 120 hombres selectamente escogidos. Su misión no solo era proteger a Hitler, sino también realizar misiones clave. Otras divisiones fueron creadas, pero ésta era la división de élite por antonomasia.

Estandartes

El 9 de noviembre de 1933, la división contaba ya con 800 miembros y Hitler la rebautizó como «Leibstandarte SS Adolf Hitler», asignándole como escudo de armas la «Llave Maestra». La idea era que esta división SS en especial fuera completamente autónoma del resto y supeditada directamente a las órdenes del mismo Hitler hacia Dietrich. Himmler solo sería un ente administrativo en este caso.
Como guardia de honor de Hitler, sus miembros custodiaban la Cancillería del Reich en Berlín, montaban guardia en los accesos principales del Palacio y ante el despacho de Hitler. Un complejo de cuarteles destinados a ellos fue construido junto a la Cancillería.

### Bautismo de fuego
En junio de 1934, durante la llamada Noche de los cuchillos largos, la Leibstandarte SS Adolf Hitler efectuó las tareas de eliminación de miembros no deseados, tales como Ernst Röhm, quien había caído en desgracia ante Hitler por su abierta hostilidad hacia su persona al crearle conflictos con la Reichswehr. Michael Lippert y Theodor Eicke fueron los verdugos de Röhm. Otros miembros de las SA y subversivos de las SS también fueron eliminados.
En virtud de los servicios prestados en aquella jornada, Hitler ascendió a SS-Obergruppenführer a Sepp Dietrich, y la división Leibstandarte SS Adolf Hitler comandada por él recibió un trato muy especial, elevándosela a división plus de las SS. Los miembros seleccionados prestaban un juramento especial hacia Hitler que decía:
Te prometo, Adolf Hitler, como Führer y Canciller del Reich, lealtad y valor.
Te prometo, y a los que has designado para mandarme, obediencia hasta la muerte.
Que Dios me ayude.

## La diferenciación de la Wehrmacht y de las SS

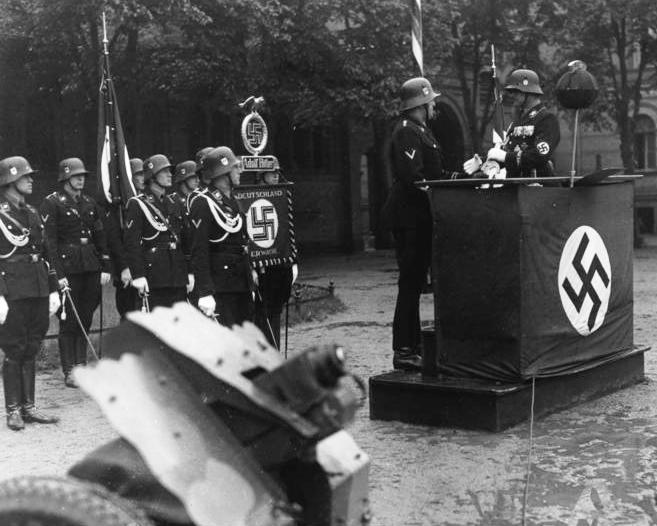
Ceremonia de graduación de un miembro de la LSSAH; en el púlpito su comandante, Josef Dietrich.

Para 1935, la Leibstandarte SS Adolf Hitler ya rondaba los 2660 miembros; la instrucción de combate comenzó a ser extremadamente rigurosa y su proceso de selección aún más estricto. Esto la diferenciaba fundamentalmente de la Wehrmacht.
Además, Himmler intentaba separar y darle autonomía a las SS respecto a la Wehrmacht, que no veía con buenos ojos la formación de tropas de combate paralelas. Por otro lado, Josef Dietrich consiguió además de Hitler la autonomía necesaria de la misma organización SS, pasando por encima del mismo Himmler.
La Leibstandarte SS Adolf Hitler se financiaba directamente con fondos estatales y no del partido, lo que no ocurría con el resto de las SS. A la Leibstandarte SS Adolf Hitler se la proveyó de los mejores instructores, armas de fuego, artillería e instrucción.
Dietrich, en su empeño por convertir en autónoma esta unidad especial, generó rivalidades con las otras divisiones SS; sin embargo, los conflictos generados no escindieron a la Leibstandarte SS Adolf Hitler del resto de la organización.
Lo que impedía la total independencia era el aprovisionamiento logístico. Las SS dependían logísticamente de la Wehrmacht. Hitler, para no entrar en conflictos con la Wehrmacht, las puso bajo la administración del mismo ejército como divisiones de apoyo, pero por otro lado también deseaba la completa autonomía de sus tropas de élite.
Para entrenamiento y adoctrinamiento se implementó en Bad Tölz una academia de guerra, gracias a las iniciativas de Paul Hausser; el cuartel oficial de la Leibstandarte SS Adolf Hitler fue instalado en Lichterfelde, cercano a Berlín. Hausser, a pesar de la oposición de Dietrich, hizo las veces de enlace entre las SS y la Wehrmacht, amortiguando en parte los obstáculos.
En la selección de individuos para la Leibstandarte SS Adolf Hitler, se exigía una serie de requisitos que no todos podían satisfacer. Dichos requisitos, fijados por Himmler, eran:
- Tener su certificado de arianismo debidamente rubricado por la firma de Himmler.
- La estatura mínima era de 1.78 m; si era de 2 cm menos, podían acceder a la Totenkopfverbände, una subunidad SS.
- Aptitudes físicas e intelectuales superiores a la media.
- Apariencia física acorde a los cánones de Walther Darré.

En general, el soldado de la Leibstandarte SS se consideraba superior al soldado de la Wehrmacht tanto en aptitudes físicas como en capacidad militar.

## La instrucción

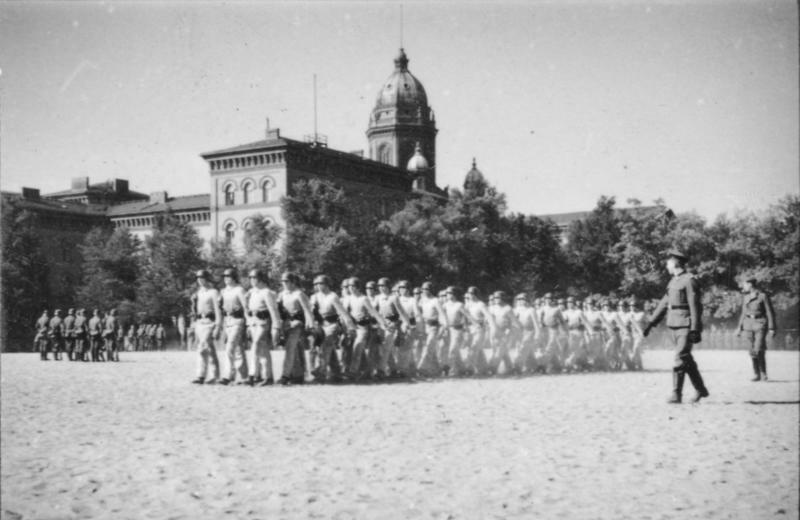
Miembros de la LSSAH realizando ejercicios de formación de parada en Berlín (1939).

Todo recluta permanecía en el estado de novato hasta que aprobara los cursos de adoctrinamiento ideológico, de infantería y blindados, todos ellos en escuelas SS. Los ejercicios eran en la mayoría de los casos con fuego real, y además un soldado debía ser capaz de colocar una mina magnética sobre un tanque que estuviera pasando sobre él. Muchas de las tácticas de instrucción fueron ideadas por Reinhard Heydrich.
La instrucción en general era tan rigurosa como la de los afamados comandos británicos. En el fondo, esta política para formar supersoldados se veía sustentada por las burlas que hacían inicialmente las SA de Röhm a las SS como soldados de asfalto sin valor militar. En Bad Tölz, la academia contaba con campo de fútbol, salas de boxeo, gimnasios muy completos, piscinas... Los instructores eran casi todos campeones olímpicos en su especialidad. El curso se complementaba con entrenamiento en alta montaña, asaltos en playas hostiles, neutralización de las trampas cazabobos y realización de incursiones como [[Comando (fuerzas especiales)|comando]] en territorio enemigo.
La idea de Hausser, promotor de las SS, era formar un supersoldado-atleta capaz de efectuar rápidos asaltos a posiciones enemigas, resolver situaciones de peligro, asumir liderazgo en combate y plantear iniciativas a sus superiores. Por otro lado, en la inculcación ideológica, el aspirante era concienciado a fondo en su odio hacia el judío y al comunismo —esto era esencial, pues se realizarían tareas represivas en contra de poblaciones declaradas enemigas del Reich—. El aspirante o novato podía renunciar libremente si no resistía el entrenamiento; luego de prestado el juramento, el vínculo era indeclinable hasta la muerte.
De hecho, durante el entrenamiento se instaba por presión psicológica a que el novato renunciara a las SS; de este modo, aquellos que no podían soportar la presión psicológica o el entrenamiento físico, eran filtrados. El producto final eran supersoldados de lealtad comprobada. Esta técnica se usa aún en el entrenamiento de comandos y fuerzas especiales de los Estados Unidos

## Las primeras actuaciones
Una de las primeras acciones militares de la Leibstandarte SS Adolf Hitler (LSSAH) fue en el desarrollo de la anexión de Austria o Anschluss durante marzo de 1938. Esta unidad se acopló al XVI Ejército, 2.ª División de acorazados liderada por el general tanquista Heinz Guderian. Más tarde participó en la Ocupación de los Sudetes en Checoslovaquia, en octubre del mismo año. Hasta ese entonces, estas operaciones previas a la Segunda Guerra Mundial fueron un auténtico paseo para la Leibstandarte SS Adolf Hitler.

### Invasión de Polonia: tragedia de la Pomorska
Para fines de agosto de 1939, la Leibstandarte SS Adolf Hitler se había agrupado frente a los pasos fronterizos polacos, en espera del resultado de la Operación Reichsführer (véase: Reinhard Heydrich). El 1 de septiembre de 1939, por fin los cruzaron y se les asignó Krzepice. Aquella aldea fue destruida, tras esto, la LSSAH fue testigo de la famosa carga de caballería Pomorska, donde jinetes armados a la antigua se avalanzaron sobre los tanques de Guderian.[cita requerida]
El cuadro resultó surrealista, al tratarse de caballos enfrentádose a una división de tanques, con jinetes uniformados y orlados con plumas. La carga de caballería no era una muestra de banal heroísmo polaco, sino que se había supuesto que las unidades blindadas eran maquetas de cartón, lo cual resultó completamente falso. Después de tal impresión, los alemanes abrieron fuego contra los jinetes, y el temerario acto terminó en una espantosa carnicería.[cita requerida]
En Bzura, la Leibstandarte SS Adolf Hitler ejecutó de forma atroz a 50 judíos de una sinagoga.
Pero no todo fue según lo planeado para la LSSAH; en las llanuras de Lodz, los lodazales empantanaron a varias unidades mecanizadas de la división y fueron barridas por fuego anticarro: se perdieron las primeras 44 vidas de la selecta división SS. Hitler pidió explicaciones a Dietrich por estas vidas, pero este arguyó que el ejército los usaba como carne de cañón. Una vez más se entreveía la tirantez existente entre la Wehrmacht y las SS.
Hitler aparentemente no hizo ninguna distinción a su querida LSSAH por las acciones en Polonia. Después de este episodio, la Leibstandarte SS Adolf Hitler fue retirada de Polonia para recibir una nueva preparación.

### Invasión de Países Bajos
Durante la invasión de Países Bajos, en mayo de 1940, a la Leibstandarte le fue asignada la toma intacta de los puentes de Deppo y Zutphen sobre el río Ijssel, la cual cumplió con éxito. Más tarde, uno de sus batallones de motociclistas participó en la capitulación de Róterdam como adjunto al IX Ejército.
Después de efectuada la capitulación, soldados de la Leibstandarte, ignorantes de las negociaciones que se llevaban a cabo en ese momento, ametrallaron a los soldados holandeses que marchaban a entregar sus armas al municipio de Róterdam. En el infeliz incidente, el general Kurt Student, jefe de los paracaidistas alemanes, quedó gravemente herido al intentar detener a viva voz el fuego amigo. La Wehrmacht trató a la Leibstandarte como un «hatajo de locos al gatillo».

### Invasión de Francia
En Francia, específicamente en Valenciennes, la Leibstandarte apoyó las acciones de Heinz Guderian y su 1.ª División Panzer en la toma del monte Watten cerca de Bolougne, pero detuvo a Dietrich en sus acciones mientras esperaba la confirmación del OKW. Tras esto, Guderian recibió la orden extraña de permitir la fuga de la Fuerza Expedicionaria Británica en Dunkerque. Sin embargo, Josef Dietrich ignoró dicha orden y desplegó sus fuerzas para ocupar la colina Wattenberg. Guderian al ver esto, tomó la decisión de seguir los pasos de Dietrich y apoyar las acciones.
En Le Paradis, tuvo lugar otra grave actuación de la Leibstandarte y de otra unidad de las SS, la 3.ª División SS Totenkopf, cuando elementos de ambas unidades asesinaron a los supervivientes ya rendidos de los comandos británicos de los Norfolks. Todas estas acciones no hacían sino mantener una agria tensión por el control de la Wehrmacht sobre estas unidades SS, en su esfuerzo por dominar la conducta deliberada de los comandantes de divisiones SS como Dietrich o Meyer. Posteriormente la Leibstandarte se preparó para la Operación León Marino, que nunca llegó a realizarse.

### Invasión de la península de los Balcanes
En febrero de 1941, Italia invadió Grecia, que a pesar de contar con equipo muy anticuado, logró contener a los ejércitos italianos y rechazarlos hacia la frontera albanesa, llegando incluso a entrar hasta la mitad de Albania. Benito Mussolini solicitó ayuda a Hitler y este envió a sus divisiones SS a Grecia, que lograron en apenas una semana lo que no habían conseguido las tropas italianas en varios meses. Entre estas divisiones estaba la Leibstandarte SS Adolf Hitler; ésta participó en el Combate del paso de Klidi, teniendo que pagar una alta cuota de bajas antes de tomar dicho paso (328 muertos). Luego actuaron en combates en Kastoriá con la captura de un gran contingente enemigo. Este fue uno de los pocos casos en que la LSSAH actuó bien contra sus prisioneros, tratándolos con magnanimidad.

## Operación Barbarroja
El 22 de junio de 1941, se dio la señal de comienzo de la Operación Barbarroja, los alemanes invadían la Unión Soviética. La Leibstandarte fue adscrita junto con la 5.ª División Panzer SS Wiking al I Ejército Panzer como parte del Grupo de Ejércitos Sur, al mando de Gerd von Rundstedt en dirección al mar Negro-Dniéper. La valentía y osadía de los hombres de la Leibstandarte fueron objeto de elogios por parte de la Wehrmacht.
En Rostov, el I Ejército Panzer, junto a la Leibstandarte y la 5.ª División Panzer SS Wiking, tuvo por primera vez que degustar el sabor de la derrota al tener que ceder la ciudad ante la presión del 37.º Ejército soviético; esto costó la dimisión de Rundstedt.
Mientras se desarrollaba la operación, las bajas de la Leibstandarte empezaron a ser preocupantes, a tal extremo que Himmler aceptó reclutar a extranjeros en las SS. Para la primera fase (1941-1942) las bajas eran de 44 600 soldados y oficiales, de los cuales la mitad era de la Leibstandarte. La alta tasa de mortalidad se debía principalmente al arrojo que demostraban los soldados de las Waffen-SS en el combate, a causa de su gran fanatismo, no igualado durante la guerra.
Pasado el terrible invierno de 1941-1942, las castigadas unidades Das Reich, Totenkopf y Leibstandarte fueron retiradas del frente ruso para ser reorganizadas como Panzergrenadier (unidades con blindados) en Francia, donde permanecieron hasta 1943.
El 12 de marzo de 1943, la LSSAH tuvo una destacada actuación gracias a su joven comandante Joachim Peiper en la recuperación de Járkov.

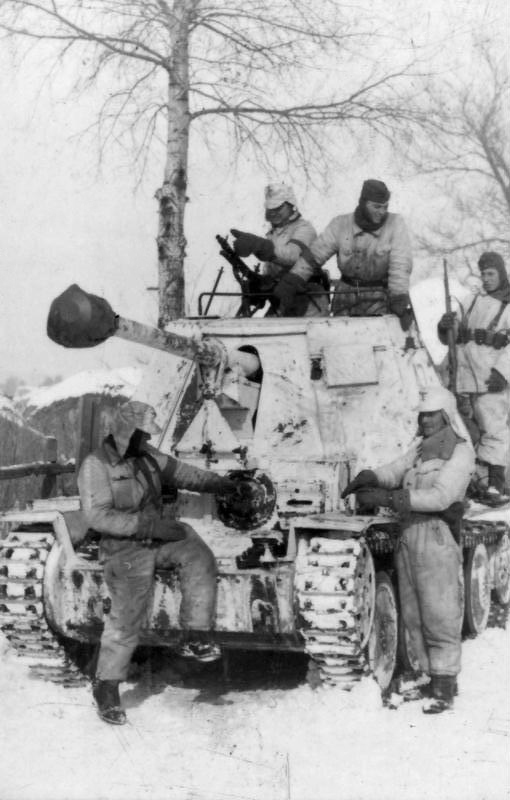
Una unidad del regimiento Waffen-SS LSSAH en Járkov (febrero de 1943).

El 17 de marzo del 43, junto con la 7.ª Compañía Panzer de Von Ribenntropp, en lo que Rudolph Lehemann (jefe de operaciones de la división) llama la carrera por Bélgorod, la unidad más rápida de la Leibstandarte se lanza junto con otros Kampfgruppen (en alemán, grupos de combate, simbolizado KG) de otras divisiones a la conquista de la estratégica ciudad.
En plena ofensiva de Kursk y tras una embestida de más de 600 carros de combate contra sus posiciones, el KG al mando de Peiper (su batallón, una compañía panzer y varias piezas autopropulsadas anticarro y stugs), resiste y hace huir a los rusos en uno de los choques más potentes en medios acorazados de la guerra. Tras Kursk las unidades Leibstandarte se retiraron a Italia, donde varios sucesos en contra de los derechos humanos enturbian la hoja de servicios de esta división. Después de estas actuaciones (paso de Kriti), la LSSAH es devuelta a combatir a la Unión Soviética.
El 20 de noviembre, tras estar una vez más la división ya instalada en el frente ruso, el comandante del regimiento panzer de la unidad es muerto por la explosión de un obús de 155 mm (milímetros). Teddy Wisch, general al mando de la división, da el mayor poder de ataque de ésta al joven oficial alemán Joachim Peiper, que por aquel tiempo tenía 30 años de edad. Más de 300 vehículos acorazados y carros de combate son puestos bajo sus órdenes; su antiguo batallón a su vez también está, por decirlo de alguna manera, bajo su mando.
En 1944, la Leibstandarte intervino en la batalla de Korsun-Cherkasy, el intento de la Wehrmacht de rescatar a dos cuerpos de ejército alemanes del Grupo de Ejércitos Sur que habían sido rodeados por fuerzas del Primer Frente Ucraniano y del Segundo Frente Ucraniano. Aunque el rescate no tuvo éxito, miles de compatriotas lograron ponerse a salvo después de una fuga a la desesperada.

## Frente Oeste (últimas actuaciones)
Posteriormente la LSSAH es enviada a colaborar en la defensa de Normandía tras el desembarco aliado del 6 de junio de 1944. La LSSAH, a pesar de estar muy diezmada, colabora eficazmente en la contención en algunos lugares de Francia, realizando notables proezas militares. Allí la LSSAH se integró en el 6.º Ejército Panzer SS, a las órdenes del general de las SS, Josef Dietrich.
Unidades de este ejército se ven involucradas en la Masacre de Malmedy, donde participa Joachim Peiper. Por último, la Leibstandarte finaliza sus acciones como grupo de combate en la Ofensiva del Lago Balatón en 1945. No hay antecedentes precisos que indiquen que algunos miembros participaran en la Operación Greif al mando de Otto Skorzeny.
Restos de esta unidad combatirán en la Batalla de Berlín y alrededores, y luego se entregarán al ejército estadounidense.

## Reorganización de la división
(11 de julio de 1944)
1.ª SS División Panzer Leibstandarte Adolf Hitler
Destacamento de mapas motorizadas
Mando de división
Compañía motorizada de escolta
- Destacamento de mapas motorizado

Pelotón de ametralladoras(4 HMG y 6 LMG)
- Compañía motorizada de escolta

Batallón de Motocicletas (6 LMG)
- Pelotón de artillería antiaéreaametralladoras (4 deHMG & 206 mm LMG)
- Batallón de Motociclistas (6 LMG)

Destacamento de Policía Militar
- Pelotón de artillería antiaérea (4 de 20 mm)
- Destacamento de Policía Militar

1.er Regimiento Panzer
Mando de compañía
Pelotón de comunicaciones
Pelotón Panzer
Pelotón antiaéreo (8 de 20 mm)
Compañía de ingenieros CON semiorugas (2 HMG, 43 LMG, 2 morteros de 80 mm y 6 lanzallamas)
Compañía de mantenimiento (4 LMG)
1.er Batallón
1 mando de batallón (1 LMG)
1 compañía de mando de batallón (5 LMG, 3 antiaéreos de 20 mm)
4 compañías Panzer (cada una con 22 Mk V Panther)
1 compañía de suministros (4 LMG)
2.º Batallón (ídem al anterior)
1.er SS Regimiento Panzergrenadier
Mando de Regimiento (2 LMG)
Compañía de mando en semiorugas
Pelotón de mando (1 LMG)
Pelotón de comunicaciones
Pelotón de motociclistas
1.er Batallón
Mando de batallón
Compañía motorizada de suministros (4 LMG)
3 compañías de Panzergrenadier en semiorugas (3 HMG, 30 LMG, 2 morteros de 80 mm, 7 cañones 20 mm, 2 de 75 mm)
Compañía de morteros de Panzergrenadier en semiorugas
2 pelotones de infantería (2 LMG, 6 de 75 mm)
2 pelotones de morteros pesados (2 de 120 mm cada uno)
Compañía de suministros (4 LMG)
2.º Batallón (igual al anterior pero en camiones)
3.er Batallón (igual al anterior)
- Compañía de cañones autopropulsados (6 de 150 mm sIG y 8 LMG)
- Compañía de Artillería antiaérea autopropulsada (12 de 20 mm y 2 LMG)
- 1 compañía motorizada de ingenieros

Mando de pelotón (1 LMG)
Pelotón motorizado (12 LMG, 1 de 20 mm, 6 lanzallamas)
Pelotón motorizado (8 LMG, 12 lanzallamas)
Pelotón motorizado (2 HMG, 2 morteros de 80 mm)
Pelotón motorizado (6 LMG, 6 lanzallamas)
2.º SS Regimiento Panzergrenadier (igual al 1.er SS Regimiento)
Batallón Cazacarros
Mando de batallón (3 jagdpanzer)
2 compañías cazacarros (13 Jagdpanzer IV cada una)
Compañía cazacarros motorizada (12 de 75 mm PAK y 12 LMG)
Compañía motorizada de suministros
1.er SS Batallón de Reconocimiento Panzer
Mando de batallón de reconocimiento (2 LMG)
Compañía motorizada de reconocimiento de mando
Pelotón de comunicaciones (3 LMG)
Compañía de carros blindados (16 de 20 mm, 25 LMG)
Compañía de Reconocimiento en semiorugas (2 de 75 mm, 2 morteros 80 mm, 44 LMG)
Compañía de Reconocimiento en semiorugas
Pelotón de mando (1 LMG)
Pelotón cazacarros (6 de 75 mm, 2 LMG)
Pelotón de morteros (2 LMG, 6 morteros de 80 mm)
Batallón de Ingenieros (13 LMG)
Compañía motorizada de suministros (4 LMG)
1.er SS Batallón antiaéreo motorizado
Batería de mando motorizada (2 LMG)
3 compañías de antiaéreos pesados motorizados ( 6 de 88 mm, 3 de 20 mm, 3 LMG cada una)
2 compañías de antiaéreos medios motorizados (9 de 37 mm, 4 LMG cada una)
Pelotón antiaéreo autopropulsado (3 cañones cuádruples de 20 mm)
Pelotón de proyectores motorizado (4 proyectores)
1.er SS Batallón Motorizado de Nebelwerfer
Batería de mando (1 LMG)
3 baterías motorizadas de Nebelwerfer motorizados (6 lanzadores de 150 mm, 2 LMG cada una)
1 batería motorizada de Nebelwerfer motorizada (6 de 210 mm, 2 LMG)
1.er SS Regimiento de Artillería
Batería de mando (2 LMG)
Batería autopropulsada antiaérea (4 cuádruples de 20 mm)
Batería de observación
1.er Batallón
Batería de mando motorizada (2 LMG)
Pelotón antiaéreo (2 antiaéreos 20 mm)
Batería autopropulsada (6 de 150 mm sFH Hummels SdKfz 165, 4 LMG)
2 baterías autopropulsadas (6 105 mm leFH Wespe SdKfz 124, 4 LMG)
2.º Batallón
Batallón de mando motorizado (2 LMG)
Pelotón de antiaéreos (2 de 20 mm)
2 baterías motorizadas (6 de 105 mm leFH, 4 LMG)
3.er Batallón (igual al 2.º)
4.º Batallón
Batería de mando (2 LMG)
Pelotón antiaéreo ( 2 de 20 mm)
Batería motorizada (6 de 105 mm leFH, 4 LMG)
2 baterías motorizadas (6 de 150 mm sFH, 4 LMG cada una)
1.er SS Batallón de Ingenieros Panzer
Mando de Batallón
Compañía de mando de batallón en semiorugas (9 LMG)
Pelotón de reconocimiento en semiorugas (8 LMG)
Pelotones de ingenieros en semiorugas 82 HMG, 43 LMG, 2 morteros 80 mm, 6 lanzallamas)
2 compañías de ingenieros motorizadas (2 HMG, 18 LMG, 2 morteros 80 mm, 6 lanzallamas)
Transporte ligero de puentes (3 LMG)
1.ª SS Tropa de comunicaciones
Compañía de teléfonos (11 LMG)
Compañía de radio (19 LMG)
Pelotón motorizado de suministros (2 LMG)
1.er SS Batallón de reemplazo
5 compañías
Tropa de suministros
Mando de batallón
Compañía de suministros
6 compañías motorizadas de transporte 120 toneladas (8 LMG cada una)
Compañía motorizada de mantenimiento (4 LMG)
Compañía motorizada de suministros (8 LMG)
101.ª División Panzer "Schwere SS-Panzer-Abteilung 101"
Comúnmente abreviado como s.SS-Pz. Abt. 101, fue una de las unidades blindadas élites de la Waffen-SS, actuando como brigada de apoyo y de asalto en todos los frentes. Con la introducción de los nuevos tanques Tiger II a finales de 1944 a la unidad se le asignó el nombre de Schwere SS-Panzer-Abteilung 501.
Esta unidad fue creada el 19 de julio de 1943 como parte del I SS-Panzerkorps, siendo conformada por dos nuevas compañías de tanques pesados que consistían en Tiger I e incorporando la 13.ª compañía pesada del 1.er Regimiento Panzer SS. Esta unidad pasó a ser parte de la 1.ª División "Leibstandarte SS Adolf Hitler" y fue enviada a Italia el 23 de agosto de 1943, donde estuvieron desde agosto hasta mediados de octubre. Posteriormente intervendría en varios operaciones en el Frente Oriental y después en el Frente Occidental, intentando frenar la ofensiva de los aliados occidentales tras el Desembarco de Normandía. La última operación importante en la que intervino fue en 1945 durante la Ofensiva del Lago Balatón, en Hungría, que terminó siendo un fracaso.

## Miembros notables de la 1.ª División Panzer
- Karl Möbius (usualmente acreditados 125 tanques destruidos pero el número exacto es desconocido)
- Heinz Kling (usualmente acreditados 51 tanques destruidos pero el número exacto es desconocido)
- Karl-Heinz Warmbrunn (usualmente acreditados 57 tanques destruidos pero el número exacto es desconocido)
- Helmut Wendorff (usualmente acreditados 84 tanques destruidos pero el número exacto es desconocido)
- Michael Wittmann (usualmente acreditados 138 tanques destruidos pero el número exacto es desconocido)
- Bobby Woll (usualmente acreditados 100+ tanques destruidos pero el número exacto es desconocido)
- Max Hansen, oficial comandante de Regimiento muy condecorado por sus acciones en combate, entre ellas con la Cruz de Caballero de la Cruz de Hierro con Hojas de Roble (Ritterkreuz mit Eichenlaub).

## Reorganizaciones
Reorganización de la división
(11 de julio de 1944)
1.ª SS División Panzer Leibstandarte Adolf Hitler
Mando de División
- Destacamento de mapas motorizado
- Compañía motorizada de escolta
- Pelotón de ametralladoras (4 HMG & 6 LMG)
- Batallón Motociclistas (6 LMG)
- Pelotón de artillería antiaérea (4 de 20 mm)
- Destacamento de Policía Militar

1.er Regimiento Panzer
Mando de compañía
Pelotón de comunicaciones
Pelotón Panzer
Pelotón antiaéreo (8 de 20 mm)
Compañía de ingenieros CON semiorugas (2 HMG, 43 LMG, 2 morteros de 80 mm y 6 lanzallamas)
Compañía de mantenimiento (4 LMG)
1.er Batallón
1 Mando de batallón (1 LMG)
1 compañía de mando de batallón (5 LMG, 3 antiaéreos de 20 mm)
4 compañías Panzer (cada una con 22 Mk V Panther)
1 compañía de Suministros (4 LMG)
2.º Batallón (ídem al anterior)
1.er SS Regimiento Panzergrenadier
Mando de Regimiento (2 LMG)
Compañía de Mando en semiorugas
Pelotón de mando (1 LMG)
Pelotón de comunicaciones
Pelotón de Motociclistas
1.er Batallón
Mando de Batallón
Compañía motorizada de suministros (4 LMG)
3 compañías de Panzergrenadier en semiorugas (3 HMG, 30 LMG, 2 morteros de 80 mm, 7 cañones 20 mm, 2 de 75 mm)
Compañía de morteros de Panzergrenadier en semiorugas
2 pelotones de infantería (2 LMG, 6 de 75 mm)
2 pelotones de morteros pesados (2 de 120 mm cada uno)
Compañía de suministros (4 LMG)
2.º Batallón (igual al anterior pero en camiones)
3.er Batallón (igual al anterior)
- Compañía de cañones autopropulsados (6 de 150 mm sIG y 8 LMG)
- Compañía de Artillería antiaérea autopropulsada (12 de 20 mm y 2 LMG)
- 1 compañía motorizada de ingenieros

Mando de pelotón (1 LMG)
Pelotón motorizado (12 LMG, 1 de 20 mm, 6 lanzallamas)
Pelotón motorizado (8 LMG, 12 lanzallamas)
Pelotón motorizado (2 HMG, 2 morteros de 80 mm)
Pelotón motorizado (6 LMG, 6 lanzallamas)
2.º SS Regimiento Panzergrenadier (igual al 1.er SS Regimiento)
Batallón Cazacarros
Mando de batallón (3 jagdpanzer)
2 compañías cazacarros (13 Jagdpanzer IV cada una)
Compañía cazacarros motorizada (12 de 75 mm PAK y 12 LMG)
Compañía motorizada de suministros
1.er SS Batallón de Reconocimiento Panzer
Mando de batallón de reconocimiento (2 LMG)
Compañía motorizada de reconocimiento de mando
Pelotón de comunicaciones (3 LMG)
Compañía de carros blindados (16 de 20 mm, 25 LMG)
Compañía de Reconocimiento en semiorugas (2 de 75 mm, 2 morteros 80 mm, 44 LMG)
Compañía de Reconocimiento en semiorugas
Pelotón de mando (1 LMG)
Pelotón cazacarros (6 de 75 mm, 2 LMG)
Pelotón de morteros (2 LMG, 6 morteros de 80 mm)
Batallón de Ingenieros (13 LMG)
Compañía motorizada de suministros (4 LMG)
1.er SS Batallón antiaéreo motorizado
Batería de mando motorizada (2 LMG)
3 compañías de antiaéreos pesados motorizados ( 6 de 88 mm, 3 de 20 mm, 3 LMG cada una)
2 compañías de antiaéreos medios motorizados (9 de 37 mm, 4 LMG cada una)
Pelotón antiaéreo autopropulsado (3 cañones cuádruples de 20 mm)
Pelotón de proyectores motorizado (4 proyectores)
1.er SS Batallón Motorizado de Nebelwerfer
Batería de mando (1 LMG)
3 baterías motorizadas de Nebelwerfer motorizados (6 lanzadores de 150 mm, 2 LMG cada una)
1 batería motorizada de Nebelwerfer motorizada (6 de 210 mm, 2 LMG)
1.er SS Regimiento de Artillería
Batería de mando (2 LMG)
Batería autopropulsada antiaérea (4 cuádruples de 20 mm)
Batería de observación
1.er Batallón
Batería de mando motorizada (2 LMG)
Pelotón antiaéreo ( 2 antiaéreos 20 mm)
Batería autopropulsada (6 de 150 mm sFH Hummels SdKfz 165, 4 LMG)
2 baterías autopropulsadas (6 105 mm leFH Wespe SdKfz 124, 4 LMG)
2.º Batallón
Batallón de mando motorizado (2 LMG)
Pelotón de antiaéreos (2 de 20 mm)
2 baterías motorizadas (6 de 105 mm leFH, 4 LMG)
3.er Batallón (igual al 2.º)
4.º Batallón
Batería de mando (2 LMG)
Pelotón antiaéreo (2 de 20 mm)
Batería motorizada (6 de 105 mm leFH, 4 LMG)
2 baterías motorizadas (6 de 150 mm sFH, 4 LMG cada una)
1.er SS Batallón de Ingenieros Panzer
Mando de Batallón
Compañía de mando de batallón en semiorugas (9 LMG)
Pelotón de reconocimiento en semiorugas (8 LMG)
Pelotones de ingenieros en semiorugas 82 HMG, 43 LMG, 2 morteros 80 mm, 6 lanzallamas)
2 compañías de ingenieros motorizadas (2 HMG, 18 LMG, 2 morteros 80 mm, 6 lanzallamas)
Transporte ligero de puentes (3 LMG)
1.ª SS Tropa de comunicaciones
Compañía de teléfonos (11 LMG)
Compañía de radio (19 LMG)
Pelotón motorizado de suministros (2 LMG)
1.er SS Batallón de reemplazo
5 compañías
Tropa de suministros
Mando de batallón
Compañía de suministros
6 Compañías motorizadas de transporte 120 toneladas (8 LMG cada una)
Compañía motorizada de mantenimiento (4 LMG)
Compañía motorizada de suministros (8 LMG)

## Comandantes
| N.º | Retrato | Comandante                                        | Desde                | Hasta                |
| --- | ------- | ------------------------------------------------- | -------------------- | -------------------- |
| 1   |         | SS-Oberst-Gruppenführer Sepp Dietrich (1892-1966) | 15 de agosto de 1938 | 4 de julio de 1943   |
| 2   |         | SS-Brigadeführer Theodor Wisch (1907-1995)        | 4 de julio de 1943   | 20 de agosto de 1944 |
| 3   |         | SS-Brigadeführer Wilhelm Mohnke (1911-2001)       | 20 de agosto de 1944 | 6 de febrero de 1945 |
| 4   |         | SS-Brigadeführer Otto Kumm (1909-2004)            | 6 de febrero de 1945 | 8 de mayo de 1945    |